# 愛がいそいでる
「愛がいそいでる」（あいが - ）は1987年4月22日に発売された爆風スランプ8枚目のシングル。

## 概要
初のバラード曲シングル。SUZUKI「Hi-R Hyper Runner」CMソング。

## 収録曲
1. 愛がいそいでる
作詞:サンプラザ中野　作曲:中崎英也　編曲:爆風スランプ
2. 天国列車で行こう
作詞:サンプラザ中野　作曲:江川ほーじん　編曲:中村哲
3rdアルバム「楽」からのシングル・カット。

## 収録アルバム
- 楽 (#2)
- JUNGLE (#1)
- SINGLES (#1)
- GOLDEN☆BEST 爆風スランプ ALL SINGLES (#1)